# Brachystegia subfalcato-foliolata
Brachystegia subfalcato-foliolata är en ärtväxtart som beskrevs av De Wild. Brachystegia subfalcato-foliolata ingår i släktet Brachystegia och familjen ärtväxter. Inga underarter finns listade i Catalogue of Life.